# Liste des familles de la noblesse polonaise
La Pologne, comme de nombreux royaumes européens, connut et connaît toujours la présence d'une élite et notamment des familles d'ascendance noble.
Il faut toutefois signaler que le royaume de Pologne n'a jamais décerné de titres de noblesse comme dans d'autres pays en Europe car la noblesse polonaise (szlachta) n'acceptait pas l'idée de hiérarchie interne. Par conséquent, les titres de noblesse en Pologne sont tous de provenance étrangère, octroyés, pour la grande majorité, par les puissances étrangères à la république des Deux Nations (Pologne-Lituanie). Les seuls titres de noblesse purement polonais sont ceux des anciennes familles princières lituano-ruthènes confirmées par l’union de Lublin en 1569.
La liste au-dessous ne regroupe qu'une faible partie des familles nobles de Pologne : les familles nobles célèbres et des familles historiquement les plus anciennes.

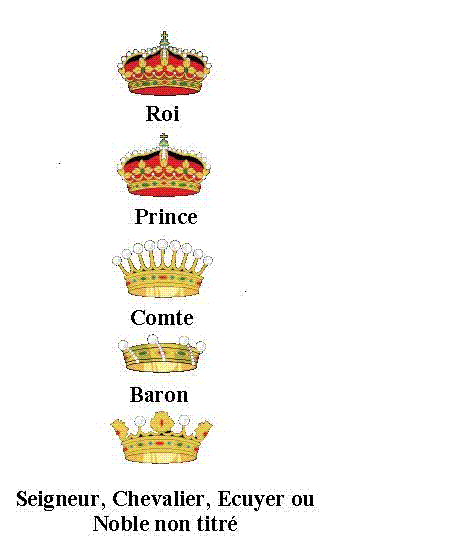
Hiérarchie des titres de noblesse polonais et couronnes d'héraldique polonaise après les partages de la Pologne

Les noms suivants sont présentés par ordre alphabétique avec en premier lieu : le nom de famille, puis " h. " raccourci du mot " herb " qui signifie en polonais armoiries, blason et " clan " d'appartenance, ici se lisant à l'accusatif singulier " herbu ", soit " du clan de " ; en second lieu, quand certains noms peuvent avoir une orthographe qui varie, avec " vel " signifiant " ou bien " en latin.

## Princes
- Czartoryski h. Pogoń Litewska
- Ogiński (en) h. Oginiec
- Czetwertyński (en) h. Pogoń Ruska
- Drucki-Lubecki (pl) h. Druck
- Gedroyć h. Poraj
- Jabłonowski (en) h. Prus III
- Jasniewicz h. Korsak
- Leszczyński h. Wieniawa
- Lubomirski h. Szreniawa bez Krzyża
- Radziwiłł h. Trąby
- Sanguszko h. Pogoń Litewska
- Sapieha h. Lis (en fr.= renard)
- Sulkowski
- Wiśniowiecki h. Korybut
- Habudzik h. Pogoń
- Radolin (titre princier décerné en 1888 par Guillaume II à Hugo von Radolin)

### Anciennes familles d’origine princière
- Borowski h. Gozdawa
- Gliński h. Hliński
- Bożeniec Jełowicki h. Brama
- Kurczewicz h. Kurcz
- Olelkiewicz h. Pogoń Litewska
- Szuyski h. Pogoń Ruska
- Żółkiewski h. Lubicz

## Marquis
- Wielopolski (Gonzaga-Myszkowski) h. Starykoń
- Maliesky ("Malinowski") markiz Malin

## Comtes
- Aleksandrowicz h. Kosy vel Kruki.
- Ankwicz h. Abdank
- Badeni h. Bończa
- Batowski h. Trzy Zęby
- Baworowski h. Prus III.
- Bąkowski h. Gryf
- Bieliński h. Junosza
- Bieliński h. Szeliga
- Bielski h. Jelita
- Bniński h. Łodzia
- Bobrowski h. Jastrzębiec-Boleściców
- Borkowski h. Junosza
- Borkowski (Dunin) h. Łabędź
- Bottmann
- Branicki h. Gryf
- Branicki h. Korczak
- Breza h. Breza
- Broniec h. Bronc
- Brzeski h. Prawdzic
- Brzozowski h. Strzemie
- Brzozowski h. Belina
- Bukowski h. Osoria
- Bystrzanowski h. Starykoń
- Celinski h. Zaremba
- Cetner h. Przerowa
- Charczewski vel Charczowski h. Cholewa
- Chodkiewicz h. Chodkiewicz
- Chodz'ko
- Choloniewski h. Korczak
- Cieszkowski h Dolega
- Czacki h. Swinka
- Czapski h. Leliwa
- Czarnecki h. Prus III
- Czosnowski h. Kolumna
- Dąmbski h. Godziemba
- Dembiński h. Rawicz
- Dębicki h. Gryf
- Drohojowski h. Korczak
- Dunin-Borkowski
- Dwernicki h. Sas
- Działyński h. Ogończyk
- Dzieduzycki h. Sas
- Dzierzbicki h. Topór
- Flemming h. Flemming
- Fredro h. Bończa
- Garczyński h. Garczyński
- Gaszynski h. Jastrzebiec
- Giżycki h. Gozdawa
- Golejewski h. Kościesza
- Gołuchowski h. Leliwa
- Gomoliński h. Jelita
- Gorzeński (-Ostrorog) h. Nałęcz
- Grabowski h. Topór
- Grabowski h. Zbiświcz
- Grocholski h. Syrokomla
- Grodziński h. Lada
- Grudziński h. Grzymała
- Grzembski h. Jastrębiec
- Gurowski h. Wczele
- Gutakowski h. Gutag
- Hanczewski h.Sas
- Humnicki h. Gozdawa
- Husarzewski h. Husarzewski vel Prus-Sas
- Iliński h. Lis
- Jabłonowski h. Grzymała
- Janik h. Janicki
- Jaraczewski h. Zaremba
- Jasniewicz h. Korsak
- Jaworski h. Sas
- Jezierski h. Nowina
- Jundziłł h. Łabędź
- Kalinowski h. Kalinowa
- Karnicki h. Lis
- Karsnicki h. Leliwa
- Kaszowski-Iliński h. Janina
- Keszycki h. Nałęcz
- Kiciński h. Rogała
- Kierzkowski
- Koczorowski h. Rogala
- Komarnicki h. Sas
- Komorowski h. Ciołek
- Komorowski h. Korczak
- Konarski h. Gryf
- Konopacki h. Trzaska
- Korytowski h. Mora
- Kossakowski h. Ślepowron
- Koziebrodzki h. Jastrzębiec-Boleściców
- Krasicki h. Rogała
- Krasiński h. Ślepowron
- Kreski h. Nadelwicz
- Krosnowski h. Junosza
- Krukowiecki h. Pomian
- Kuczkowski h. Jastrzębiec
- Kurnatowski h. Łodzia
- Kuropatnicki h. Nieczuja
- Kurpiński h. Belina
- Kwilecki h. Byliny
- Lanckoroński h. Zadora
- Lasocki h. Dołęga
- Latalski h. Prawdzic
- Ledóchowski h. Szaława
- Lesiewicz h. Gozdawa
- Leszczyński h. Abdank
- Leszczyński h. Skarbek hrabia z Góry ;  z Leszny Skarbek h. Adbank (en Galicie)
- Lewicki h. Rogała
- Litwicki[2]  h. Poraj  (ou Róża)
- Lacki (Ł) h. Korzbok
- Lączyski (Ł) h. Nałęcz
- Loś (Ł) h. Dąbrowa
- Lubieniecki (Ł) h. Rola
- Lubieński (Ł) h. Pomian
- Małachowski h. Nałęcz
- Mańkowski h. Zaremba
- Matuszewicz h. Łabędź
- Męciński h. Poraj
- Miaczyński h. Suche Komnaty
- Michałowski h. Jasieńczyk
- Mielżyński h. Nowina
- Mier h. Mier
- Mierzejewski h. Szeliga
- Mieroszewski h. Ślepowron
- Mikorski h. Ostoja
- Milewski h. Ślepowron
- Młodecki h. Półkozic
- Mniszech h. Mniszech (ou Kończyc)
- Minorecki
- Mniszek h. Poraj (ou Róża)
- Morski h. Topór
- Morsztyn (Morstin) h. Leliwa
- Mostowski h. Dołęga
- Moszczeński h. Nałęcz
- Moszyński h. Nałęcz
- Mycielski h.Dołęga
- Myskowski h. Jastrzębiec
- Napierski h. Dąbrowa
- Niebelski
- Niwiński h. Paprzyca
- Opacki h. Prus III
- Orłowski h. Lubicz
- O'Rourke
- Osiecimski-Hutten-Czapski h. Lubicz
- Ossoliński (voir aussi la famille princière Ossoliński)
- Ostroróg h. Nałęcz
- Ostrowski h. Rawicz
- Otocki h. Dołęga
- Ożarowski h. Rawicz
- Pac h. Gozdawa
- Parys (Paris) h. Prawdzic
- Pawłowski h. Ślepowron
- Pepłowski h. Franciszek
- Piniński h. Jastrzębiec
- Piwnicki h. Leibitz
- Plater (Plater-Zyberk, Broel-Plater), h. Plater (Plater-Zyberk).
- Polętyło h. Trzywdar
- Poniatowski h. Ciołek
- Poniński h. Łodzia
- Potocki h. Pilawa Srebrna et Pilawa Złota
- Potulicki h. Grzymała
- Potworowski h. Dębno
- Pruszyński h. Rawicz
- Prymerski h. Ciołecki
- Przerembski h. Nowina
- Przezdziecki h. Roch III
- Puslowski h. Szeliga
- Raczyński h. Nałęcz
- Rogaliński h. Lodzia
- Romer h. Jelita
- Ronikier h. Gryf
- Rozwadowski h. Trąby
- Russocki h. Zadora
- Rzewuski h. Krzywda Famille_Rzewuski
- Rzyszczewski h. Pobóg
- Sadowski h. Nałęcz
- Seroka[3]
- Siekierzyński h. Zadora
- Siemieński (later Siemieński-Lewicki) h. Dąbrowa
- Sierakowski h. Ogończyk
- Skarbek h. Habdank
- Skarżyński h. Bończa
- Skulski h. Rogala
- Skórzewski h. Drogosław
- Skrzyński h. Zaremba
- Smorczewski h. Rawicz
- Sobański h. Junosza
- Sobolewski h. Ślepowron
- Sokolnicki h. Nowina
- Stadnicki h. Szreniawa bez Krzyża
- Starzeński h. Lis
- Suchodolski h. Janina
- Sumiński h. Leszczyc
- Szaniawski h. Junosza
- Szeliski h. Szeliga
- Szembek h. Szembek. (Schönbach en allemand)
- Szeptycki h. Szeptycki
- Szlubowski h. Ślepowron
- Szołdrski h. Łodzia
- Taczanowski h. Jastrzębiec
- Tarło h. Topór
- Tarnowski h. Leliwa
- Terlikowski (de) h. Jelita
- Trembiński h. Rogała
- Twardowski
- Tyszkiewicz h. Leliwa
- Uliński h. Dołęga
- Uruski h. Sas
- Walewski (Colonna) h. Kolumna
- Wąsowicz (Dunin) h. Łabędź
- Wesierski (Kwilecki) h. Belina
- Wielhorski h. Kierdeja
- Wielopolski
- Wiesiołowski h. Ogończyk
- Wileżyński
- Wiśniewski h. Prus I
- Wodzicki h. Leliwa
- Wolański h. Przyjaciel
- Wolski h. Rola
- Wołłowicz h. Bogoria
- Woyna (Hreczyna) h. Trąby
- Wysocki (Woyszkiewicz) h. Godziemba
- Zabielski (Bok) h. Trzaska
- Zabiełło h. Topór
- Zaleski h. Dołęga
- Zaluski h. Junosza
- Zamoyski h. Jelita (de Zamość)
- Zawadzki h. Rogała
- Zboiński h. Ogończyk
- Zborowski h. Jastrzębiec
- Zeleński (Ż) h. Ciołek
- Zółtowski (Ż) h. Ogończyk
- Zyniew (Ż) h. Pawęza

## Barons
- Błazowski
- Bobowski
- Bojanowski h. Junosza
- Borowski
- Brunicki
- Brzeziński h.Lubicz
- Buxhoevden
- Brunnow
- Budwiński
- Bystram
- Chłapowski
- Chłedowski von Pfaffenhoffen h. Bończa
- Chłopicki
- Chłusowicz
- Christiani-Grabieński von Kronwald
- Czechowicz-Lachowicki
- Czecz de Lindenwald
- Doliniański
- Dulski
- Goetz-Okocimski
- Gostkowski
- Guzkowski
- Hadziewicz
- Harsdorf von Enderndorf
- Heinzel von Hohenfels
- Heydel
- Horoch
- Ike-Duninowski
- Jachimowicz
- Jakubowski
- Janik-Janicki
- Jaworski
- Jerzmanowski
- Karnicki
- Kasinowski
- Kobyliński
- Kochanowski
- Konopka
- Kosiński
- Kozietulski
- Kronenberg
- Krukowiecki
- Kruszewski
- Lange
- Larisch
- Lenval
- Lesser
- Lewartowski
- Lipowski z Lipowie
- Lazowski
- Lubieński (Ł)
- Maltzahn
- Manteuffel-Szoege
- Michalowski
- Miloszewicz
- Moysa-Rosochacki
- Niemyski
- Osten-Sacken
- Otocki
- Przychocki
- Puszekt de Puget
- Radoszewski
- Rastawiecki
- Rehbinder
- Reisky de Dubnitz
- Ropp
- Skarżyński
- Soldenhoff
- Stokowski
- Szarski-Roza
- Ungern-Sternberg
- Wattmann-Maelcamp-Beaulieu
- Wójcikowski-Stępień
- Werenko
- Załuski
- Zawadzki
- Ziemiecki

## Seigneurs, chevaliers, écuyers, nobles
- Abramowicz
- Abramowski h. Jastrzebiec
- Augustowski
- Bałdowski
- Basowicz
- Bednarowski
- Bednarski
- Biliṅski h. Sas
- Borowski h. Abdank, Cholewa, Dołęga, Gryf, Jastrzębiec, Junosza, Lubicz, Lis, Ogończyk, Pilawa, Przerowa, Prus, Trzaska, Rogala, Rawicz, Roch III
- Braniecki
- Brodzki h. Lodzia
- Broszniowski
- Chłędowski h. Bończa i Gryf
- Chormański
- Cikowski
- Dobrosielski
- Dostojewski
- Dostojowski
- Dzierżyński
- Fanuel, Jelita
- Frystacki
- Gadomski h. Rola (Prusse orientale)
- Głuchowski
- Grodecki
- Hussakowski h. Sas, Sulima
- Iwaszkiewicz
- Izaykowski
- Janiszewski h. Jastrzębiec
- Jakacki
- Jankowski h. Bolesta
- Janowicz
- Jeziorkowski
- Jordan
- Judycki
- Karmański
- Karski
- Kempfi
- Kędzierski h. Belina
- Klimasara
- Konarzewski
- Kowalewski
- Krukowski
- Krychowski h. Gozdawa
- Leszczyński h. Adbank, Belina, Białynia, Jastrzębiec IV, Korczak, Leszczyński, Nałęcz, Pobóg, Pomian, Prawdzic, Radwa, Rogala, Sas, Sulima, Wieniawa, Wierzbna, Zagłoba
- Leszczyński vel Łeszczyński h. Adbank, Korczak, Sas (en Galicie)
- Lichtfus vel Lichtfuss
- Lubiewa h. Trzaska
- Lodziński (Ł)
- Lukawski (Ł)
- Magnuszewski
- Mioduski
- Minorecki
- Nadarzyński
- Niegoszowski
- Okęcki
- Oleszyński
- Oziębłowski
- Pac
- Pakosławski
- Pakoszewski
- Pełka
- Podgórski h. Belina, Dołęga, Doliwa, Jelita, Odrowąż, Ostoja, Pilawa, Pobóg
- Przyłęcki h. Szreniawa
- Proniewski
- Przypkowski
- Radwański
- Radziszewski
- Rakowski
- Rożnowski h. Nowina
- Rudgiesz
- Rusiecki
- Rybiński
- Ryński h. Korczak (Ryński d'Argence, en France)
- Ryszewski vel Ryszowski h. Achinger I, Achinger II, Jastrzębiec
- Rzeszowski h. Półkozic, Dębno, Doliwa, Topór, Wąż
- Rzeszowski (postea Ryszowski vel Ryszewski) h. Jastrzębiec I, Ogończyk, Pobóg, Półkozic, Siekierz (en Galicie)
- Sapieszko
- Sawczenko-Belsky vel Sawczenko-Bilsky h. Prawdzic
- Sczepański
- Sierakowski
- Śliżewicz
- Składkowski
- Składowski
- Spiczak Brzeziński h. Zabawa
- Stachelski h. Ostoja
- Stebelski h. Ostoja
- Szymanowski Korwin h. Jezierza, Ślepowron
- Teodorowicz
- Uchański
- Urbański h. Nieczuja
- Ussakowski h. Sas, Sulima
- Wieckowski
- Wierzbicki
- Wilczyński h. Poraj
- Wilczewski
- Wołodkiewicz
- Wróblewski h. Lubicz
- Wysoczański (en) h. Wukry
- Wyżycki
- Zaćwilichowski, * Büthner-Zawadzki h.Ostoja odm. vel Zawadzki
- Zebrzydowski
- Zembocki (Ż)

## Pour approfondir